# Rise of Orion
Rise of Orion ist ein Jazzalbum von Rudy Royston. Die am 29. Februar 2016 in den Tedesco Studios in Paramus, New Jersey, entstandenen Aufnahmen erschienen am 18. November 2016 auf Greenleaf Music. Es war das zweite Album des Schlagzeugers unter eigenem Namen, nach seinem Debütalbum 303 (Greenleaf Music, 2014).

## Hintergrund
Der Schlagzeuger Rudy Royston (der u. a. mit Bill Frisell, Dave Douglas, Ravi Coltrane und Branford Marsalis spielte) stellte mit dem Album Rise of Orion sein neues Trio vor; seine zweite Produktion für Douglas’ Label Greenleaf Music nahm er mit dem Saxophonisten Jon Irabagon und dem Bassisten Yasushi Nakamura auf. Das Trio spielte neben elf Eigenkompositionen Roystons auch Interpretationen von Bill Withers’ „Make a Smile for Me“ und „Dido’s Lament“ aus Henry Purcells Oper Dido and Aeneas.

## Titelliste
- Rudy Royston: Rise of Orion (Greenleaf Music)[1]

1. Rise of Orion 4:44
2. Nautical 7:32
3. Alnitak 1:42
4. Sister Mother Clara 5:42
5. Man O To 7:10
6. Alnilam 1:37
7. Make a Smile for Me (Bill Withers) 9:03
8. Kolbe War 6:42
9. River Styx 1:09
10. Dido's Lament (Henry Purcell) 9:26
11. Mintaka 1:25
12. We Had It All 9:21
13. Belt 0:57

Wenn nicht anders vermerkt, stammen die Kompositionen von Rudy Royston.

## Rezeption
Nach Ansicht von Dan Bilawsky, der das Album in All About Jazz rezensierte, klinge dieses Trio wie „ein sehniges Biest, schnell auf den Beinen und sprunghaft in seinen Manierismen“, in unglaublichen Höhen mit ausgefallenen Possen („Kolbe War“) und kantigem rhythmischem Schub („Rise Orion“), die als Manifestation manischer Intensität dienen; und die Tiefen kommen in lyrischere Formen, da Irabagon mit schwelender Verführung („Sister Mother Clara“) und wiegenliedartigen Designs („Make a Smile for Me“) zu tun habe. Es gibt Momente, in denen oberflächliches Hören tatsächlich auf den Saxophonisten als Bandleader hindeuten könnte („Dido's Lament“, „We Had It All“), aber das Album als Ganzes kennzeichne Royston als den Mann, der hier das Sagen hat. Roystons Trio würde einer unverwechselbaren künstlerischen Synergie agieren, die aus dem Kontakt zwischen diesen drei Musikern entstanden ist. Ihre verbindenden Gedanken seien fast greifbar, was sich in ihrem Geplänkel bei Post-Bop-Streifzügen, ihren ständigen Groove-Kalibrierungen und ihren melodiösen Abstechern zeige. Royston genieße die Gelegenheit, mit diesem Trio zu kreieren, und es ist eine Freude, davon Zeugnis zu geben.

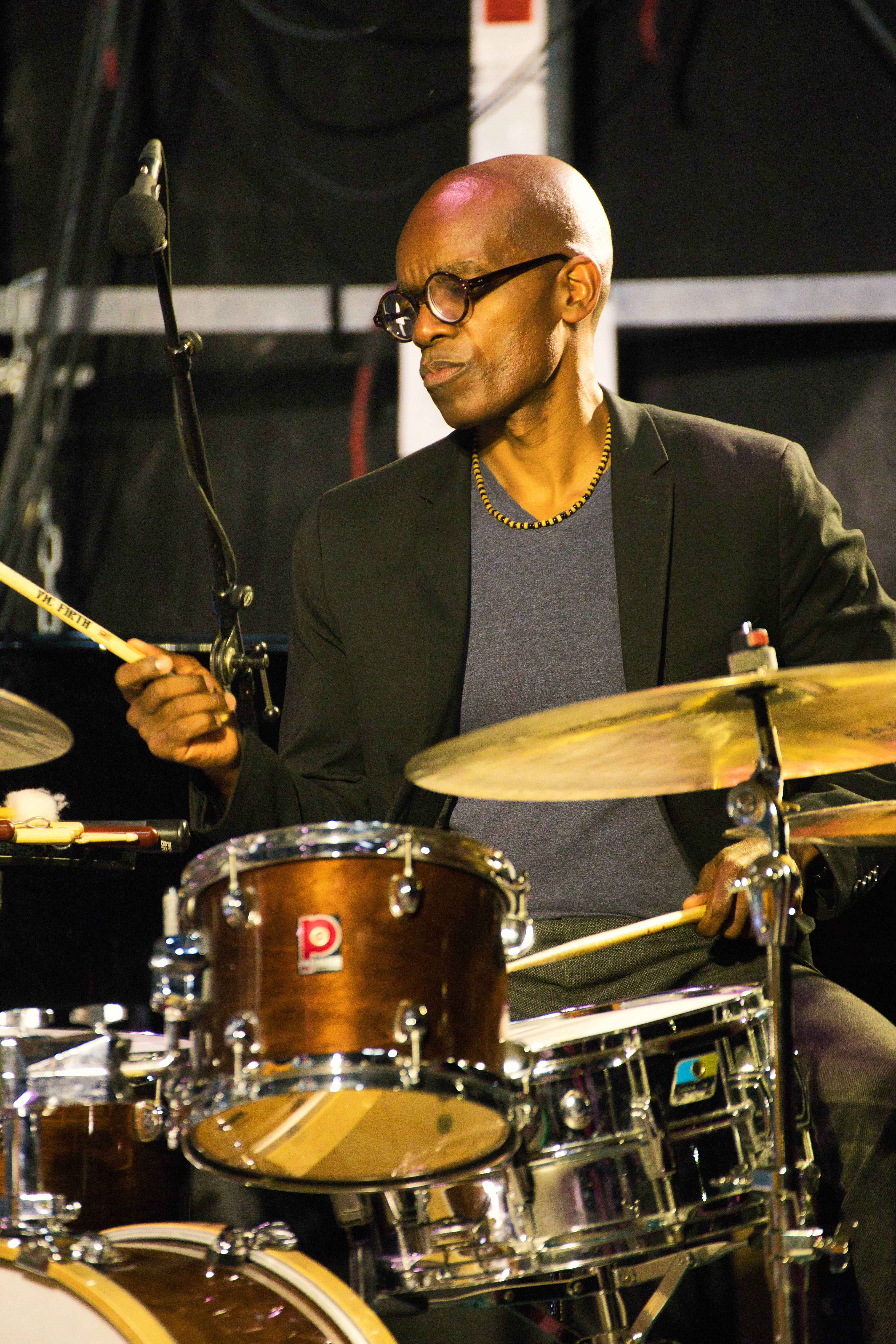
Rudy Royston mit dem Bill Frisell Trio 2021

Ohne ein Akkordinstrument und in dieser intimeren Umgebung könne Royston seine kraftvollere Seite frei entfalten, meint Karl Ackermann. Es ist leicht vorstellbar, dass Royston bei einigen dieser Kompositionen Irabagons knorrige, aggressive Herangehensweise im Sinn hatte. „Dido's Lament“ des Komponisten Henry Purcell aus dem 17. Jahrhundert erhält eine sengende, bluesige Behandlung, die Nakamuras ausdrucksstarkes Spiel inmitten tiefgründiger Darbietungen von Royston und Irabagon zur Geltung bringe. Rise of Orion sei ein hervorragendes Mittel, um Roystons vielfältige Fähigkeiten zu demonstrieren. Vom langsameren Cover von Bill Withers’ „Make a Smile for Me“ bis zum frenetischen Schlussteil „Belt“ würde der Schlagzeuger seine Fähigkeit zeigen, Raffinesse als Mittelpunkt zu üben, unabhängig von der Geschwindigkeit oder Komplexität der Improvisationen. Eine herausfordernde Veröffentlichung, dennoch sei dies das Album, auf dem die Virtuosität eines Schlagzeugers am besten zu hören ist, der in seiner Karriere als Nebendarsteller unterschätzt worden sei.
Britt Robson schrieb in JazzTimes, die Form des klavierlosen Trios sei wie geschaffen für Rudy Royston. Die Kombinationen, die der Schlagzeuger aus seinem Instrument ableite, würden genug rhythmische Frische, strukturelle Variationen und Einfallsreichtum des Ensembles enthalten, um das Fehlen von akkordischen oder harmonischen Machenschaften auszugleichen. Rise of Orion sei die Art von sparsamer, brutaler Mischung aus Grooves und Eruptionen, die Roystons Fans von seinem Debüt erwartet haben. Nachdem er mit Saxophonisten auf zwei der besten Alben des Jahres 2016 gespielt hatte, Tom Tallitschs Gratitude und J. D. Allens Americana, habe er einen ähnlich beeindruckenden Frontmann auf Rise of Orion gebraucht, und der lebhafte und vielseitige Saxophonist Jon Irabagon erfülle diese Erwartungen.